# 本因坊算砂

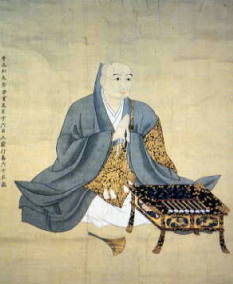
本因坊 算砂

本因坊 算砂（ほんいんぼう さんさ、永禄2年（1559年） - 元和9年5月16日（1623年6月13日））は、安土桃山時代、江戸時代の囲碁の棋士。生国は京都。顕本法華宗寂光寺塔頭本因坊の僧で法名を日海と称し、後に本因坊算砂を名乗り、江戸幕府から俸禄を受けて家元本因坊家の始祖となるとともに、碁打ち・将棋指しの最高位、連絡係に任ぜられて家元制度の基礎となった。一世名人。本姓は加納、幼名は與三郎。

## 経歴
舞楽宗家の加納與助の子として生まれる。8歳の時に叔父で寂光寺開山・日淵に弟子入りして出家。仏教を修めるとともに、当時の強豪であった仙也に師事して囲碁を習う。
天正6年（1578年）、織田信長に「そちはまことの名人なり」と称揚されたとされる。これが現在も各方面で常用される「名人」という言葉の起こりとされることもあるが、増川宏一によると鎌倉時代の『二中歴』（ca.1210–1221） にはすでに、囲碁と雙六の「名人」についての記述がある。
天正10年（1582年）、本能寺の変前夜に信長の御前で利玄（鹿塩利賢もしくは林利玄など諸説あり）と対局をした所、滅多に出来ない三コウが出来、その直後に信長が明智光秀に殺されるという事態が起こった。これ以降「三コウは不吉」と言われるようになったが、後世の創作であるという説が有力となっている。残された棋譜には三コウが出現した手までは記録されていないが、後の検討により三コウに至る手順が存在しうることが分かっている
天正15年（1587年）閏11月13日、徳川家康は算砂を京都から駿府に招いている。家康女婿の奥平信昌が京都で算砂の碁の門下となり、帰国の際に駿府へ連れてきたとされている。
天正16年（1588年）に豊臣秀吉御前で、算砂、利玄など数名の碁打衆が召し出されて対局し、これに算砂が勝ち抜いて20石10人扶持を与えられたとされる。この時の書状に「碁之法度可申付候」とあるのを碁所の開始とする説もある（『座隠談叢』）。
慶長8年（1603年）、徳川家康が江戸に幕府を開くと、家康に招かれて一時江戸に赴いた。慶長11年(1606年)には伊達政宗が家康を屋敷に招いた際、林利玄、中村道碩、大橋宗桂らと同道している。
慶長12年(1607年)、大坂城において豊臣秀頼の御前で利玄と対局。
慶長13年（1608年）、大橋宗桂と将棋対局（将棋最古の棋譜）。同年には、日本初の囲碁出版である『本因坊碁経』（詰碁や手筋などを収録）を刊行している。
慶長16年（1611年）には僧侶としての最高位の「法印」に叙せられている。
慶長17年（1612年）には、幕府より算砂を始めとする碁打ち衆、将棋衆の8名に俸禄が与えられ、算砂は、利玄、宗桂とともに50石10人扶持とされた。同年、将棋所を大橋宗桂に譲ったとされる。
元和9年（1623年）5月16日、後継の算悦の後見を弟子の道碩に託して死去した。墓所は京都寂光寺にある。辞世の歌は「碁なりせば 劫（コウ）なと打ちて 生くべきに 死ぬるばかりは 手もなかりけり」。
織田信長、豊臣秀吉、徳川家康ともに算砂に対し五子の手合割であったと『坐隠談叢』にある。

## 弟子
- 中村道碩（井上家元祖）
- 安井算哲（安井家一世）
- 本因坊算悦

## 死後
文政5年（1822年）、京都寂光寺にて算砂法印200回忌追善法会が行われ、本因坊跡目丈和と在京の外山算節による記念碁が行われる。
大正12年（1923年）には、寂光寺で本因坊算砂300年祭の記念囲碁大会が開かれた。
平成16年（2004年）には、第一回囲碁殿堂として顕彰されている。